# Rue des Cloÿs
Rue des Cloÿs är en gata i Quartier des Grandes-Carrières och Quartier de Clignancourt i Paris artonde arrondissement. Enligt en uppgift är gatans namn en etymologisk förvrängning av det gamla franska ordet claye, vilket syftar på ett galler som används för att förhindra tillträde. Rue des Cloÿs börjar vid Rue Duhesme 51 och slutar vid Rue Damrémont 102 och Rue Ordener 173.

## Omgivningar
- Sainte-Geneviève des Grandes Carrières
- Saint-Jean de Montmartre
- Square Léon-Serpollet
- Square Raymond-Souplex
- Impasse des Cloÿs
- Passage des Cloÿs
- Rue Montcalm

## Bilder
| - Gatuskylt. - Sainte-Geneviève des Grandes Carrières. - Saint-Jean de Montmartre. - Impasse des Cloÿs. - Rue Montcalm. |

## Kommunikationer
- Tunnelbana – linje  – Lamarck – Caulaincourt
- Tunnelbana – linje  – Jules Joffrin
- Busshållplats Damrémont – Marcadet – Paris bussnät
- Busshållplats Duhesme – Le Ruisseau – Paris bussnät